# Distrito electoral de Plum Creek (condado de Wayne, Nebraska)
Plum Creek (en inglés: Plum Creek Precinct) es un distrito electoral ubicado en el condado de Wayne en el estado estadounidense de Nebraska. En el Censo de 2010 tenía una población de 196 habitantes y una densidad poblacional de 2,1 personas por km².

## Geografía
Plum Creek se encuentra ubicado en las coordenadas 42°7′54″N 96°57′28″O / 42.13167, -96.95778. Según la Oficina del Censo de los Estados Unidos, Plum Creek tiene una superficie total de 93.28 km², de la cual 93.25 km² corresponden a tierra firme y (0.03%) 0.03 km² es agua.

## Demografía
Según el censo de 2010, había 196 personas residiendo en Plum Creek. La densidad de población era de 2,1 hab./km². De los 196 habitantes, Plum Creek estaba compuesto por el 99.49% blancos, el 0% eran afroamericanos, el 0% eran amerindios, el 0.51% eran asiáticos, el 0% eran isleños del Pacífico, el 0% eran de otras razas y el 0% pertenecían a dos o más razas. Del total de la población el 1.02% eran hispanos o latinos de cualquier raza.